# 张耀坤
张耀坤（1981年4月7日—），出生于大连，足球运动员。年少成名，司职后卫。他曾入选中国国家足球队。

## 职业生涯
1998年開始效力大连万达，获得甲A联赛冠军，入选中国国家少年足球队。
2000年入选中国国家青年足球队，並參加了亚青赛获得第三名。
2005年被租借到四川冠城。
2006年租借期完結返回大连实德效力。
2011年，张耀坤曾因大连实德队內矛盾与王赟、阎峰一同被韩国籍主教练朴成华下放到预备队，隋后朴成华下课三人才重归一队。
2012年中超第7轮大连实德与上海申花的比赛是张耀坤的第200场中超联赛。
2012年12月18日，广州富力宣布签入张耀坤。
2017年2月26日，广州富力宣布张耀坤转会中甲球队武汉卓尔。2018年赛季结束后宣布退役。